# Trenčianske Mitice
Trenčianske Mitice és un poble i municipi d'Eslovàquia que es troba a la regió de Trenčín.

## Història
La primera menció escrita de la vila es remunta al 1269.

## Demografia
| Godina             | 1994 | 2004   | 2014   | 2024    |
| ------------------ | ---- | ------ | ------ | ------- |
| Nombre de persones | 735  | 716    | 773    | 877     |
| Diferència         |      | −2,58% | +7,96% | +13,45% |

| Godina             | 2023 | 2024   |
| ------------------ | ---- | ------ |
| Nombre de persones | 858  | 877    |
| Diferència         |      | +2,21% |